# Pieter Rijnders
Pieter Rijnders es un deportista belga que compitió en duatlón. Ganó una medalla de bronce en el Campeonato Europeo de Duatlón de Larga Distancia de 2012.

## Palmarés internacional
| Campeonato Europeo | Campeonato Europeo               | Campeonato Europeo | Campeonato Europeo |
| Año                | Lugar                            | Medalla            | Prueba             |
| ------------------ | -------------------------------- | ------------------ | ------------------ |
| 2012               | Horst aan de Maas (Países Bajos) | Medalla de bronce  | Individual         |